# Rummy

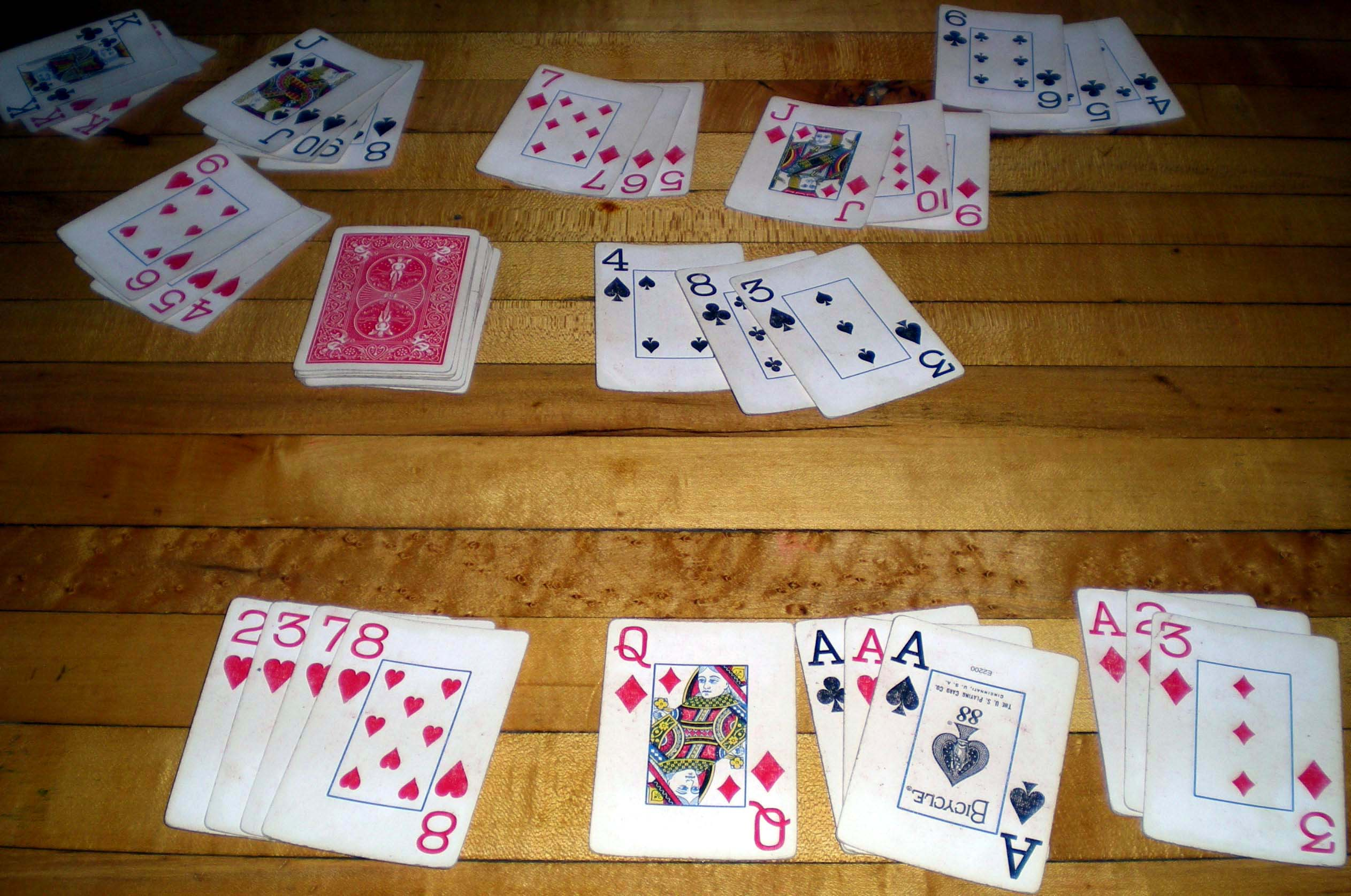
Un juego de Rummy

Rummy es un juego de mesa; se juega con la baraja francesa o bien con fichas (numeradas del 1 al 13 y en 4 colores o palos).
Se usan 2 juegos (mazos) de barajas completas, es decir, 104 naipes o fichas + 2 comodines o jokers.
Pueden participar 2 o más jugadores. El juego es individual (no se juega en equipo). 
Se reparten 14 naipes o fichas a cada jugador y el resto de los naipes o fichas se destinan al pozo.
El objetivo de cada mano es descartar todos los naipes en la mesa.
Las cartas o fichas del 1 al 7 tienen un valor de 5 puntos y las cartas o fichas del 8 al 13 tienen un valor de 10 puntos para fines de contabilidad para definir al ganador.
No se puede cortar con cartas que sean un comodín por ejemplo el número 2.

## Mecánica
Para bajarse por primera vez deberán tenerse al menos 30 puntos en uno o más grupos y/o escaleras. Cada jugador, a su turno, intentara bajar uno o más grupos o escaleras.
Si en su turno el jugador no tiene forma de hacer juego al menos bajando un naipe o ficha, deberá tomar una carta o ficha del pozo y perderá su turno.
Una vez que el jugador ha bajado por primera vez, en su siguiente turno puede hacer juego con las piezas que se encuentran en la mesa, pudiendo manipularlas para crear nuevas combinaciones incluyendo las cartas o fichas de su propiedad para deshacerse de ellas.
- Los grupos pueden ser ternas (3 cartas) o cuaternas (4 cartas) (cartas del mismo valor y palos diferentes).
- Las escaleras son 4 cartas consecutivas del mismo palo (solo el 1 puede colocarse después del 13 y posteriormente continuar con la numeración sucesivamente después del 1; ejemplo 13,1,2,3).
- Los comodines pueden ocupar cualquier lugar siempre que estén en la mano del jugador, una vez puestos en la mesa toman el valor asignado.

Si un jugador (en su turno) tiene el naipe o ficha que ocupa un comodín en la mesa, puede reemplazarlo para utilizarlo al momento, no pudiendo conservarlo para utilizarlo posteriormente.
El ganador de la mano será aquel que se deshaga primero de todas sus cartas o fichas y los puntos que tengan en sus manos el resto de los participantes se sumarán a la cuenta personal del ganador.
Ganará el juego aquel que sume primero en su cuenta 101 puntos (o la cantidad que se haya acordado al inicio del juego).

## Variantes
- Conquián: Se juega con una baraja de 40 cartas y el objetivo es formar combinaciones de tres o más cartas del mismo número o secuencias del mismo palo.
- Rummikub: Se juega con fichas en lugar de cartas. El objetivo es formar combinaciones de números consecutivos del mismo color o grupos de números iguales de colores diferentes.
- Gin Rummy: Se juega con una baraja estándar de 52 cartas y el objetivo es formar combinaciones para ganar puntos y alcanzar un total predeterminado.
- Canasta (juego): Se juega con dos barajas estándar y el objetivo es formar combinaciones de siete o más cartas del mismo valor.
- Rummy argentino: Se juega con una baraja estándar y el objetivo es formar combinaciones de cartas en sets o secuencias.
- Carioca (juego): Se juega con dos barajas estándar y el objetivo es formar combinaciones específicas a lo largo de varias rondas.
- Mahjong: Se juega con fichas en lugar de cartas y el objetivo es formar combinaciones y completar una mano específica
- Chinchón (juego de naipes): Se juega con una baraja española de 40 cartas y el objetivo es formar combinaciones de cartas del mismo valor o secuencias del mismo palo.
- Continental (juego): Se juega con dos barajas estándar y el objetivo es formar combinaciones específicas a lo largo de varias rondas.
- Burako: Se juega con dos juegos de fichas de Rummikub y el objetivo es formar combinaciones de números consecutivos del mismo color o grupos de números iguales.
- Rummi:[1] Cada participante debe tratar de combinar sus fichas en grupos de tres o más para conseguir 100 puntos lo antes posible.